# Polska Partia Zielonych
De Polska Partia Zielonych (PPZ) (Poolse Partij van Groenen) is een Poolse politieke partij die heeft bestaan in de jaren 1988-1999. Het was de eerste groene partij van het toenmalige Oostblok. Voorzitter van de PPZ was tot 1992 Janusz Bryczkowski, die na zijn royement in 1992 een rol zou spelen als vicevoorzitter van Samoobrona en nog later, in 1994, als oprichter van het extreemrechtse Pools Nationaal Front (PFN). 
De PPZ was intern sterk verdeeld, als gevolg waarvan de partij niet meedeed aan de parlementsverkiezingen van 1989. Bij de parlementsverkiezingen van 1991 behaalde de partij op een gezamenlijke lijst met de ecologische partij PPE-Z 0,82% van de stemmen, niet genoeg voor een zetel. In 1993 kreeg de partij een zetel in de Sejm op de lijst van de Poolse Volkspartij (PSL) en in 1997 op de lijst van de Alliantie van Democratisch Links (SLD). Toen in 1999 de SLD tot een partij werd omgevormd, ging de PPZ hierin op.